# IRB Junior World Rugby Trophy 2014
Die IRB Junior World Rugby Trophy 2014 war die siebte Ausgabe des gleichnamigen Wettbewerbs in der Sportart Rugby Union, der als Qualifikation zur Juniorenweltmeisterschaft dient. Die Veranstaltung fand vom 7. bis 19. April 2014 in Hongkong statt. Den Wettbewerb entschied erstmals Japan für sich.
Zwei Monate später fand in Neuseeland die Juniorenweltmeisterschaft 2014 für höher eingestufte Mannschaften statt.

## Austragungsort
Sämtliche Spiele wurden im Hong Kong Football Club Stadium im Stadtteil Happy Valley ausgetragen.

## Teilnehmer
Acht Mannschaften nahmen am Turnier teil. Automatisch qualifiziert waren Gastgeber Hongkong und die USA, Letztplatzierte der Juniorenweltmeisterschaft 2013. Weitere sechs Länder qualifizierten sich über kontinentale Meisterschaften in Afrika, Asien, Europa, Nordamerika, Ozeanien und Südamerika.
| Land     | Qualifiziert als            |
| -------- | --------------------------- |
| Georgien | Junioren-Europameister      |
| Hongkong | Gastgeber                   |
| Japan    | Junioren-Asienmeister       |
| Kanada   | Junioren-Nordamerikameister |
| Namibia  | Junioren-Afrikameister      |
| Tonga    | Junioren-Ozeanienmeister    |
| Uruguay  | Junioren-Südamerikameister  |
| USA      | Absteiger JWM 2013          |

## Vorrunde
Modus:
- 4 Punkte bei einem Sieg
- 2 Punkte bei einem Unentschieden
- 1 Bonuspunkt für vier oder mehr Versuche, unabhängig vom Endstand
- 1 Bonuspunkt bei einer Niederlage mit sieben oder weniger Spielpunkten Unterschied

### Gruppe A
|    | Land     | Spiele | Siege | Unent. | Ndlg. | Spiel- punkte | Diff. | Bonus- punkte | Tabellen- punkte |
| -- | -------- | ------ | ----- | ------ | ----- | ------------- | ----- | ------------- | ---------------- |
| 1. | Tonga    | 3      | 2     | 0      | 1     | 77:72         | + 5   | 2             | 10               |
| 2. | USA      | 3      | 2     | 0      | 1     | 72:40         | + 32  | 2             | 10               |
| 3. | Georgien | 3      | 2     | 0      | 1     | 67:31         | + 36  | 1             | 9                |
| 4. | Hongkong | 3      | 0     | 0      | 3     | 24:97         | − 73  | 0             | 0                |

Tonga und die USA wiesen die gleiche Anzahl Tabellenpunkte auf; ausschlaggebend für die Platzierung war die direkte Begegnung.
| 7. April 2014 17:00 HKT | Tonga          | 10 : 34 | Georgien | Hong Kong Football Club Stadium, Hongkong Schiedsrichter: Ben Whitehouse (Wales) |
| 7. April 2014 17:00 HKT | (0:21) Bericht |         |          | Hong Kong Football Club Stadium, Hongkong Schiedsrichter: Ben Whitehouse (Wales) |

| 7. April 2014 19:00 HKT | USA           | 37 : 0 | Hongkong | Hong Kong Football Club Stadium, Hongkong Schiedsrichter: Henrique Platais (Brasilien) |
| 7. April 2014 19:00 HKT | (8:0) Bericht |        |          | Hong Kong Football Club Stadium, Hongkong Schiedsrichter: Henrique Platais (Brasilien) |

| 11. April 2014 15:00 HKT | USA           | 13 : 12 | Georgien | Hong Kong Football Club Stadium, Hongkong Schiedsrichter: Kaveni Talemaivalagi (Fidschi) |
| 11. April 2014 15:00 HKT | (6:6) Bericht |         |          | Hong Kong Football Club Stadium, Hongkong Schiedsrichter: Kaveni Talemaivalagi (Fidschi) |

| 11. April 2014 17:00 HKT | Tonga          | 39 : 16 | Hongkong | Hong Kong Football Club Stadium, Hongkong Schiedsrichter: Chris Linwood (VAE) |
| 11. April 2014 17:00 HKT | (13:3) Bericht |         |          | Hong Kong Football Club Stadium, Hongkong Schiedsrichter: Chris Linwood (VAE) |

| 15. April 2014 13:00 HKT | Georgien      | 21 : 8 | Hongkong | Hong Kong Football Club Stadium, Hongkong Schiedsrichter: Norman Drake (VAE) |
| 15. April 2014 13:00 HKT | (7:3) Bericht |        |          | Hong Kong Football Club Stadium, Hongkong Schiedsrichter: Norman Drake (VAE) |

| 15. April 2014 15:00 HKT | USA            | 22 : 28 | Tonga | Hong Kong Football Club Stadium, Hongkong Schiedsrichter: Ben Whitehouse (Wales) |
| 15. April 2014 15:00 HKT | (6:16) Bericht |         |       | Hong Kong Football Club Stadium, Hongkong Schiedsrichter: Ben Whitehouse (Wales) |

### Gruppe B
|    | Land    | Spiele | Siege | Unent. | Ndlg. | Spiel- punkte | Diff. | Bonus- punkte | Tabellen- punkte |
| -- | ------- | ------ | ----- | ------ | ----- | ------------- | ----- | ------------- | ---------------- |
| 1. | Japan   | 3      | 2     | 0      | 1     | 99:73         | + 26  | 4             | 12               |
| 2. | Uruguay | 3      | 2     | 1      | 0     | 67:59         | + 8   | 0             | 10               |
| 3. | Namibia | 3      | 1     | 0      | 2     | 78:75         | + 3   | 3             | 7                |
| 4. | Kanada  | 3      | 0     | 1      | 2     | 55:92         | − 37  | 0             | 2                |

| 7. April 2014 13:00 HKT | Japan           | 28 : 33 | Uruguay | Hong Kong Football Club Stadium, Hongkong Schiedsrichter: Derek Summers (USA) |
| 7. April 2014 13:00 HKT | (14:26) Bericht |         |         | Hong Kong Football Club Stadium, Hongkong Schiedsrichter: Derek Summers (USA) |

| 7. April 2014 15:00 HKT | Kanada          | 25 : 37 | Namibia | Hong Kong Football Club Stadium, Hongkong Schiedsrichter: Kaveni Talemaivalagi (Fidschi) |
| 7. April 2014 15:00 HKT | (15:20) Bericht |         |         | Hong Kong Football Club Stadium, Hongkong Schiedsrichter: Kaveni Talemaivalagi (Fidschi) |

| 11. April 2014 13:00 HKT | Japan           | 34 : 28 | Namibia | Hong Kong Football Club Stadium, Hongkong Schiedsrichter: Henrique Platais (Brasilien) |
| 11. April 2014 13:00 HKT | (12:14) Bericht |         |         | Hong Kong Football Club Stadium, Hongkong Schiedsrichter: Henrique Platais (Brasilien) |

| 11. April 2014 19:00 HKT | Kanada        | 18 : 18 | Uruguay | Hong Kong Football Club Stadium, Hongkong Schiedsrichter: Ben Whitehouse (Wales) |
| 11. April 2014 19:00 HKT | (7:8) Bericht |         |         | Hong Kong Football Club Stadium, Hongkong Schiedsrichter: Ben Whitehouse (Wales) |

| 15. April 2014 17:00 HKT | Uruguay       | 16 : 13 | Namibia | Hong Kong Football Club Stadium, Hongkong Schiedsrichter: Kaveni Talemaivalagi (Fidschi) |
| 15. April 2014 17:00 HKT | (9:6) Bericht |         |         | Hong Kong Football Club Stadium, Hongkong Schiedsrichter: Kaveni Talemaivalagi (Fidschi) |

| 15. April 2014 19:00 HKT | Kanada         | 12 : 37 | Japan | Hong Kong Football Club Stadium, Hongkong Schiedsrichter: Henrique Platais (Brasilien) |
| 15. April 2014 19:00 HKT | (5:13) Bericht |         |       | Hong Kong Football Club Stadium, Hongkong Schiedsrichter: Henrique Platais (Brasilien) |

## Finalrunde

### Spiel um Platz 7
| 19. April 2014 13:00 HKT | Hongkong        | 30 : 33 | Kanada | Hong Kong Football Club Stadium, Hongkong Schiedsrichter: Chris Linwood (VAE) |
| 19. April 2014 13:00 HKT | (21:10) Bericht |         |        | Hong Kong Football Club Stadium, Hongkong Schiedsrichter: Chris Linwood (VAE) |

### Spiel um Platz 5
| 19. April 2014 15:00 HKT | Georgien       | 46 : 17 | Namibia | Hong Kong Football Club Stadium, Hongkong Schiedsrichter: Henrique Platais (Brasilien) |
| 19. April 2014 15:00 HKT | (26:0) Bericht |         |         | Hong Kong Football Club Stadium, Hongkong Schiedsrichter: Henrique Platais (Brasilien) |

### Spiel um Platz 3
| 19. April 2014 17:00 HKT | USA            | 26 : 25 | Uruguay | Hong Kong Football Club Stadium, Hongkong Schiedsrichter: Kaveni Talemaivalagi (Fidschi) |
| 19. April 2014 17:00 HKT | (20:8) Bericht |         |         | Hong Kong Football Club Stadium, Hongkong Schiedsrichter: Kaveni Talemaivalagi (Fidschi) |

### Finale
| 19. April 2014 19:00 HKT | Tonga          | 10 : 35 | Japan | Hong Kong Football Club Stadium, Hongkong Schiedsrichter: Ben Whitehouse (Wales) |
| 19. April 2014 19:00 HKT | (3:10) Bericht |         |       | Hong Kong Football Club Stadium, Hongkong Schiedsrichter: Ben Whitehouse (Wales) |

## Schlussplatzierungen
| Platz | Land               |
| ----- | ------------------ |
| 01    | Japan              |
| 02    | Tonga              |
| 03    | Vereinigte Staaten |
| 04    | Uruguay            |
| 05    | Georgien           |
| 06    | Namibia            |
| 07    | Kanada             |
| 08    | Hongkong           |

Japan gewann das Turnier und nahm 2015 an der Juniorenweltmeisterschaft teil.